# C/2015 J1 (PANSTARRS)
C/2015 J1 (PANSTARRS) — одна з довгоперіодичних параболічних комет. Ця комета була відкрита  2015 року; блиск на час відкриття: m.